# Valdepeñas (Weinbaugebiet)

Lage des Weinbaugebietes Valdepeñas

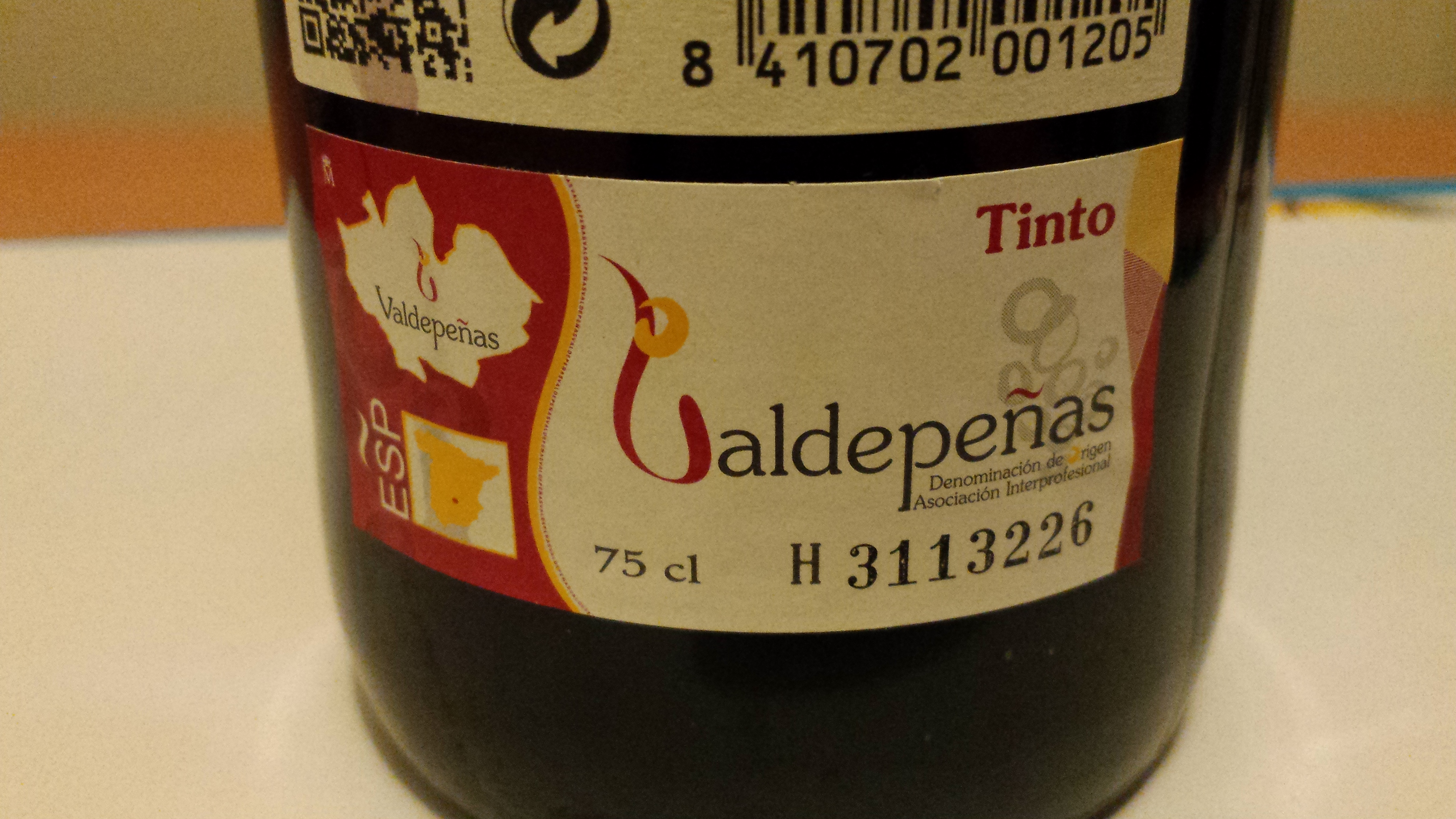
Etikett an einer Weinflasche

Valdepeñas (deutsch „Tal der Steine“) ist ein Weinbaugebiet in Spanien mit ca. 30.000 ha Anbaufläche und 500.000 hl Jahresproduktion. Es ist nach der Stadt Valdepeñas im südlichen Teil der Mancha benannt, in deren Umgebung es liegt.
Bereits die alten Römer nutzten das Gebiet mit sanften Hügeln zum Weinanbau. Aber erst Mitte des 13. Jahrhunderts, nach der Rückeroberung aus Händen der Mauren, entstand aus mehreren Ansiedlungen im Tal des Río Jabalón eine Stadt und eine Weinregion. Wegen seiner großen militärischen Erfolge gegen die Mauren erhielt der Calatravaorden große Teile des Gebiets und förderte es. 
In den folgenden Jahrhunderten wurde der Wein aus Valdepeñas weithin begehrt, von den Tavernen Madrids bis zum Königshof. Bekanntheit erlangte der Clarete-Rotwein (mit einem Fünftel Weißwein vermischt), der Mitte des 19. Jahrhunderts bis nach Südamerika exportiert wurde. Diese Entwicklung fand ihren Höhepunkt in einem Boom um die Jahrhundertwende 1900. Der spanische Bürgerkrieg setzte dem ein Ende. Die Konzentration von kleinen Familienbetrieben hin zu großen Weingütern, moderne Produktionsmethoden und internationale Vermarktung führten ab den 1980er Jahren zu neuem Aufschwung.
Die Weinberge sind auf Südhängen in einer Höhe von ca. 700 m gelegen und durch Gebirgszüge vor Winden geschützt. Die tiefen Kreideunterböden halten Wasser gut zurück. Dieser Faktor ist wichtig in einer zur Dürre tendierenden Region. Vorherrschende Rebsorten sind Tempranillo, Garnacha und Cabernet Sauvignon (Rotwein) sowie Airén und Macabeo (Weißwein).